# Antun Stipančić
Antun Stipančić, detto Tova (Duga Resa, 18 maggio 1949 – Zagabria, 20 novembre 1991), è stato un tennistavolista croato, tra i più rinomati professionisti di questo sport, tanto da guadagnarsi il soprannome di "mano sinistra d'oro dello sport croato"..
Proclamato miglior sportivo croato nel 1975, vinse i campionati nazionali numerose volte e, in rappresentanza della Jugoslavia, tre volte i campionati europei nel doppio, il titolo mondiale nel doppio maschile nel 1979 (con Dragutin Šurbek) e una medaglia d'argento ai campionati del mondo in singolo nel 1975.

## Biografia
Antun Stipančić (detto "Tova") nacque a Duga Resa, una piccola città industriale nella regione di Karlovac (quando lui nacque e fino all'estate del 1991, la Croazia era una delle sei repubbliche che formavano la Jugoslavia). La sua famiglia era composta da 5 membri — il padre Ivan, che faceva le pulizie per la squadra di calcio, la madre Franca e due fratelli minori, Marijan and Ivica. Vivevano in un contesto economico molto povero, in un appartamento nei pressi del campo di calcio che divideva lo spazio con il circolo di tannis da tavolo "Duga Resa".
Alla fine degli anni '50 un gruppo di appassionati di sport, guidati da Josip Trupković, Josip Stojković e Dragutin Vrana ispirarono gli abitanti della piccola città che fondarono il TTC "Pamučna industrija" con l'intento di allenare le generazioni future. Nel 1965 il famoso esperto giapponese Ichiro Ogimura visitò Duga Resa. Stipančić ricordò che "Ogimura mi impressionò con il suo modo di muoversi attorno al tavolo e di attaccare nonostante avesse già passato gli anni migliori". Un altro contatto diretto con un grande giocatore avvenne ai campionati mondiali a Lubiana dove Tova giocò per la prima volta. Dovette giocare contro il campione del mondo Zhuang Zedong. Nonostante la sconfitta, il campione volle farsi fotografare con Tova. Dopo solamente 5 anni, Stipančić divenne il campione sconfiggendo il leggendario Chuang Tse Tung.
Nel 1965, all'età di 16 anni, sconfisse nel secondo turno del campionato europeo Swede Kjell Johanson per 24:22 nel quinto set. Quell'anno vinse ben due medaglie, un oro ai campionati europei giovanili a Szombathely, giocando in doppio misto con Mirjana Resler e un argento giocando in doppio con Zlatko Čordaš. Dopo quell'anno Tova si impegnò nello studio e si diplomò al Liceo Tessile. Dopo il diploma poté tornare a giocare. Giocò nel 1968 ai Campionati europei al Lyon Sport Hall. Si dimostrò essere molto bravo nelle partite di coppia, specialmente in quelle non pianificate.
Durante l'estate del 1970 Tova lasciò il "Pamučna industrija" e divenne un membro del TTC "Vjesnik". La ragione per lasciare il piccolo club era perché aveva bisogno di "sparring partner" più adeguati (e nessuno era più adeguato di Šurbek o Čordaš). Nel 1971 si spostò a Zagabria. Nel 1972 a Zagabria si giocarono diversi tornei che richiamarono i più forti giocatori europei. Ci fu un evento chiamato "i migliori 12 in Europa" al Trešnjevka sport hall, e Tova era tra questi. Vinse il trofeo che gli fu consegnato da Reno Vinek, l'editore di Sportske Novosti.

## Palmarès
Stipančić ha vinto 27 medaglie internazionali, 11 ai campionati del mondo (1 oro, 4 argenti e 6 bronzi) e 16 ai campionati europei (4 ori, 3 argenti e 9 bronzi). Inoltre ha vinto 48 medaglie in campionati internazionali in tutte le categorie.

### Campionati del mondo (11 medaglie)
- Squadre
  - 1969. (Monaco) – 3° (medaglia di bronzo) Šurbek, Korpa
  - 1971. (Nagoya) – 3° (medaglia di bronzo) Šurbek, Karakašević
  - 1975. (Calcutta) – 2° (medaglia d'argento) Šurbek, Karakašević
- Singolo
  - 1973. (Sarajevo) - 3° (medaglia di bronzo)
  - 1975. (Calcutta) - 2° (medaglia d'argento)
- Doppio
  - 1973. (Sarajevo) - 3° (medaglia di bronzo) Šurbek;
  - 1975. (Calcutta) - 2° (medaglia d'argento) Šurbek;
  - 1977. (Birmingham)- 3° (medaglia di bronzo) Šurbek;
  - 1979. (Pyongyang) - 1° (medaglia d'argento) Šurbek;
  - 1981. (Novi Sad) - 3° (medaglia di bronzo) Šurbek;
- Doppio misto
  - 1971. (Nagoya) - 2° (medaglia d'argento) Alexandru;

### Campionati europei (16 medaglie)
- Squadre
  - 1966. (Londra) - 3° (medaglia di bronzo) Šurbek;
  - 1968. (Lione) - 3° (medaglia di bronzo) Šurbek;
  - 1970. (Mosca) - 2° (medaglia d'argento) Šurbek, Čordaš;
  - 1972. (Rotterdam)- 2° (medaglia d'argento) Šurbek, Čordaš;
  - 1974. (Novi Sad) - 2° (medaglia d'argento) Šurbek, Čordaš;
  - 1976. (Praga) - 1° (medaglia d'oro) Šurbek, Jurčič;
- Singolo
  - 1972. (Rotterdam)- 3° (medaglia di bronzo)
- Doppio
  - 1968. (Lione) - 1° (medaglia d'oro) Vecko;
  - 1970. (Mosca)- 1° (medaglia d'oro) Šurbek;
  - 1974. (Novi Sad) - 3° (medaglia di bronzo) Šurbek;
  - 1976. (Praga) - 3° (medaglia di bronzo) Šurbek;
  - 1978. (Duisburg) 3° (medaglia di bronzo) Šurbek;
  - 1980. (Berna) - 2° (medaglia d'argento) Šurbek;
- Doppio misto
  - 1974. (Novi Sad) - 3° (medaglia di bronzo) Alexandru;
  - 1976. (Praga) - 1° (medaglia d'oro) Palatinuš;
  - 1980. (Berna) - 3° (medaglia di bronzo) Palatinuš;
- Coppa Europea a squadre
  - 1972/73. (GSTK "Vjesnik") – 1°
  - 1973/74. (GSTK "Vjesnik") - 1°
  - 1975/76. (GSTK "Vjesnik") - 1°
- Europa "Top 12" (singolo)
  - 1972. (Zagabria) - 1°
  - 1973. (Böblingen)- 3°
  - 1975. (Vienna) - 2°